# Правотворчість
Правотво́рчість — це етап правотворення, який полягає у діяльності спеціально уповноважених суб'єктів зі встановлення, зміни чи скасування правових норм, що виражається у підготовці та прийнятті системи нормативно-правових актів.

## Загальна характеристика
Формування права — це складний, багатоаспектний соціальний процес, обумовлений взаємодією об'єктивних умов і суб'єктивних чинників, що визначають і забезпечують утворення, зміну чи скасування нових норм права.
Загалом, радянська наукова думка засновувалась на характеристиці правотворчості, що була пов'язана виключно з діяльністю держави. Після розпаду СРСР українські вчені відмовилися від класових уявлень про правотворчість. Однак переважна більшість із них зберегла тезу щодо обмеженості суб'єктного складу правотворчості в контексті єдиного суб'єкта — держави.
Як зазначає український вчений С. С. Цись, виключна роль держави як суб'єкта правотворчості характерна для тоталітарних і авторитарних держав, переважно соціалістичного спрямування із домінуючою державною формою власності. Натомість для держав із демократичним режимом таке уявлення про правотворчість не відповідає дійсності, адже теорія демократії передбачає серед іншого забезпечення рівної участі громадян в управлінні державними та суспільними справами. Дане обґрунтування міститься в працях ідеологів неолібералізму Фрідріха фон Гайєка та Джона Роулза. У демократичній державі створюються механізми для залучення інститутів громадянського суспільства до правотворчого процесу. Зокрема, робочі групи з розробки проєктів нормативно-правових актів включають не лише владних чиновників, а й представників неурядових громадських організацій, незалежних експертів, профспілок тощо.
Аналіз сучасної літератури свідчить про появу певних тенденцій, особливістю яких є відхід сучасних українських науковців від розуміння правотворчості як форми діяльності держави. Так, С. В. Плавич справедливо вказує на інститут референдуму, який ніяк не можна віднести до правотворчої діяльності держави, С. Л. Лисенков визначає правотворчість як форму владної діяльності народу, органів держави, їхніх посадових осіб, органів місцевого самоврядування або інших суб'єктів. Схоже розуміння відбито у працях О. І. Чаплюк, де національна правотворчість розглядається як діяльність спеціально уповноважених суб'єктів.
У працях українських науковців правотворчість часто розглядається як один з етапів правоутворення (в літературі також зустрічається як «правотворення»). Так, О. Ф. Скакун обґрунтовує свою позицію тим, що правоутворенням є всі форми та засоби виникнення, розвитку та зміни права, у тому числі й правотворчість.

## Співвідношення із законотворчістю та нормотворчістю
В англосаксонському праві фактично закріпилося їх ототожнення. У словнику англійської мови Коллінза визначають правотворчість як процес законотворчої діяльності або створення законів. Сама етимологія терміна lawmaking дозволяє двозначне тлумачення, позаяк law англійською мовою може означати як «право», так і «закон». Якщо ж розглядати правотворчість як окремий соціальний феномен, то в цьому контексті варто звернути увагу на аргументацію С. В. Плавича, відповідно до якої законотворчість не дорівнює правотворчості, оскільки її результат — закон, що є лише видом нормативно-правового акта. Також науковець наголошує на відмінності між правотворчістю і нормотворчістю, адже остання передбачає ухвалення не тільки нормативно-правових, а й усіх інших видів актів (наприклад, локальних).
Схожої позиції дотримується і С. С. Цись, який вважає, що недоцільно давати визначення правотворчості як діяльності з ухвалення законів і, як наслідок, зводити два різні поняття в єдине lawmaking. Це невиправдано звужує його зміст і є доктринальним — позитивістським підходом.

## Етапи
1. Формування певних суспільних відносин у громадському житті, які в результаті багаторазового повторення набувають нормативного характеру, тобто відбувається їх самоврегулювання.
Виникнення суспільних відносин, що згодом набувають правового характеру, є першим і важливим кроком на шляху правоутворення. Відповідно до принципів панівної моралі та уявлень про справедливість держава визнає і закріплює в законодавстві певні економічні, політичні, культурні відносини, які відповідають потребам суспільства, формує права і обов'язки суб'єктів правовідносин.
2. Узагальнення державою конкретних правових відносин, що виникли еволюційним шляхом, формулювання відповідних правил поведінки загального характеру та їх відображення у нормативно-правових актах чи інших правових документах (правозакріплення);
Процес правотворчості закінчується розробкою й прийняттям нормативно-правових актів, які є загальнообов'язковими і визначають санкції в разі порушення визнаних державою правил поведінки.
Завершення цього процесу не виключає подальшого поглиблення змісту права. З метою охоплення всіх особливостей різних сфер суспільного життя відбувається деталізація його основ, яке здійснюється шляхом створення конкретніших за змістом правил поведінки. Не змінюючи основ права, вони складаються за участю держави, а в багатьох випадках безпосередньо формулюються законодавцем. Таким чином, поглиблення сфери правового регулювання тих суспільних відносин, які потребують деталізації й конкретизації, відбувається шляхом правотворчості.
3. Втілення формалізованих правових норм у конкретні суспільні відносини, але вже упорядкованіші, стабільніші, захищеніші (правотворчість).
Під правотворчістю розуміють організаційно врегульовану, особливу форму діяльності держави або безпосередньо народу, внаслідок якої потреби суспільного розвитку й вимоги справедливості набувають правової форми, що знаходить свій вияв у певному джерелі права (нормативному акті, прецеденті, звичаї тощо).

## Ознаки правотворчості
Для правотворчості, як особливих форм діяльності компетентних державних органів, уповноважених громадських організацій або всього народу по встановленню, зміні чи скасуванню юридичних норм, створенню та розвитку системи права, характерні певні ознаки.
Правотворчість:
а) має організаційну спрямованість, кожний правотворчий орган санкціонує або видає нормативні акти згідно зі своєю компетенцією;
б) здебільшого відображається у формулюванні правових норм. Це становить її основну функцію, оскільки зміна, скасування норм права і кодифікація правового матеріалу є лише її допоміжними функціями;
в) чітко регламентується нормативними приписами, що зумовлено принципом законності, необхідністю суворого дотримання кожним правотворчим органом своєї компетенції, з метою запобігання можливим юридичним колізіям, суперечностям та дублюванню норм права в законодавстві.
Розвиток правозакріплення і правотворчості є важливою запорукою підвищення ролі законодавства, зміцнення режиму законності. Правозакріплення і правотворчість здійснюється кожною державою незалежно від її типу, форм організації влади, її завдань та функцій.

## Функції правотворчості
1. Функція первинного регулювання суспільних відносин, яка має місце тоді, коли певні суспільні відносини вперше набувають формальної визначеності і яка здійснюється шляхом видання нових за змістом нормативно-правових актів, внаслідок чого відбувається первинне врегулювання суспільних відносин
2. Функція оновлення правового матеріалу, яка передбачає зміну або скасування тих нормативно-правових актів, що застаріли і не відповідають потребам суспільного розвитку та сучасному стану законодавства
3. Функція ліквідації прогалин у праві, тобто часткового або повного усунення пропусків у правовому регулюванні певних відносин шляхом формулювання тих правил поведінки, яких бракує
4. Функція систематизації нормативно-правового матеріалу, яка полягає у впорядкуванні, об'єднанні та доповненні нормативних актів, створенні єдиного, зручного для користування, побудованого на наукових засадах нормативного кодифікованого акта.

## Принципи правотворчості
Серед принципів правотворчості слід розрізняти загальнолюдські принципи, що становлять основу правового регулювання (принципи гуманізму, демократизму, законності, соціальної справедливості тощо), та спеціальні (принципи науковості, професіоналізму, оперативності, поєднання динамізму й стабільності тощо), які мають особливе значення саме для правозакріплення та правотворчості як особливих форм діяльності компетентних правотворчих органів та держави.
Загальнолюдськими принципи правотворчості:
1. принцип гуманізму. Він вимагає врахування в правових актах загальнолюдських цінностей, забезпечення гарантій захисту прав і свобод людини, максимального задоволення їх матеріальних і духовних потреб. Людина та її інтереси повинні бути в центрі правотворчої діяльності держави, закріплюватися на законодавчому рівні
2. принцип демократизму. Одним з напрямків розвитку політичної системи на сучасному етапі повинна бути зростаюча активність громадян в управлінні державними і громадськими справами. У правотворчості це особливо яскраво реалізується шляхом прийняття найважливіших законів на референдумі. Попри окремі організаційні недоліки, що властиві інститутам безпосередньої демократії, референдум дозволяє максимально врахувати й виразити в законі побажання різних верств населення
3. принцип гласності. Він передбачає вільне й конструктивне обговорення проєктів нормативних актів, відкритість правотворчого процесу. Залучення широких мас населення і громадських організацій до обговорення законопроєктів, сприяє найбільшій легітимності майбутнього закону, запобігає появі можливих помилок, спрощує процедуру реалізації закону
4. принцип законності. Він відіграє велику роль як у додержанні процедури прийняття нормативно-правових актів, так і у формулюванні їх змісту. Реалізація нормотворчих повноважень органами, які видають закони та інші нормативні акти, повинна відбуватися винятково в рамках їх компетенції, на підставі закону, в повній відповідності до встановленої процедури. Зміст нормативно-правових актів повинен відповідати конституційним засадам, ідеалам правової держави і міжнародним стандартам захисту прав людини.

Спеціальні принципи правотворчості:
1. принцип науковості та професіоналізму. Він передбачає залучення фахівців високої кваліфікації до правотворчої діяльності, використання наукових досягнень, врахування альтернативних проєктів нормативних актів, які виражають інтереси різних прошарків суспільства. Недостатнє врахування цього принципу негативно впливає на якість змісту нормативно-правового акта й ефективність його реалізації після прийняття
2. принцип планування. Цей принцип дає можливість виключити випадкові, непродумані кроки в правозакріпленні і правотворчості, усунути дублювання та колізії в нормативних актах, узгодити роботу державних органів різних рівнів, ліквідувати поспіх, встановити послідовність прийняття окремих актів, створити необхідні умови для підготовки документів високої якості, дає час, щоб провести теоретичні консультації з провідними науковими та навчальними установами
3. принцип оперативності. Цей принцип вимагає постійного оновлення правового матеріалу, швидкого реагування на нові тенденції в суспільстві, на появу нових суспільних відносин і необхідність надання їм формальної визначеності. Принцип оперативності в правотворчому процесі забезпечує також своєчасне скасування нормативно-правових актів, що застаріли, суперечать чинному законодавству, створюють юридичні колізії
4. принцип поєднання динамізму і стабільності. Він вимагає дотримання необхідного балансу між прийняттям нових нормативно-правових актів і внесенням змін і доповнень у чинні акти. Основною метою правотворчої діяльності повинно бути досягнення стабільності законодавства, забезпечення умов якомога більшої тривалості дії законів і підзаконних актів у державі. Прийняття нових нормативних актів, зміна або скасування чинних, повинні бути обґрунтованими і доцільними, змістовно виваженими і конструктивними.

## Види правотворчості
Правотворчість, як багатофункціональний процес створення і розвитку нормативно правових актів, може бути розділена на певну низку видів.
Правотворчість здійснюється за допомогою таких соціальних інститутів:
- державою в особі державних органів та вповноважених суб'єктів;
- громадянським суспільством і його окремими суб'єктами.[9]

За суб'єктами правотворчість диференціюється на:
- правотворчість державних органів;
- правотворчість народу (дорослого населення всієї країни) або ж його територіальної спільності — референдум;
- правотворчість громадських об'єднань (які уповноважені державою на встановлення юридичних норм);
- правотворчість трудових колективів.

Складність категорії правотворчості зумовлює різноманіття критеріїв її класифікації.
За способами правотворчості розрізняють:
1. затвердження нормативних актів та угод шляхом референдуму. Наприклад, за допомогою референдуму було прийнято ряд таких конституцій, як конституції Франції, Чилі, Росії. Маастрихтська угода, яка була підписана у Нідерландах, також приймалася за допомогою референдуму. Таким способом, доволі часто запроваджуються правки до конституції, зокрема щодо реформи державного устрою. Наприклад, у кінці двадцятого століття у Греції був проведений референдум, який став приводом за повалення монархії;
2. прийняття нормативних актів уповноваженими державними органами. У нинішніх країнах даний вид правотворчості є базисним. До того ж державні органи мають цілковите право передати свою компетенцію недержавним суб'єктам. Наприклад, у 1930-ті роки, за пропозицією Конгресу Сполучених Штатів, підприємці розробили і прийняли Кодекси чесної конкуренції, за для швидкого виведення держави з економічної кризи;
3. утворення прецедентів судами та державними управлінськими органами. Даний вид правотворчості є провідним у державах англо-американської правової системи;
4. укладання нормативно-правових договорів уповноваженими органами держави (або за дозволом держави — іншими суб'єктами, переважно трудовими колективами). Цей вид правотворчості більшою мірою проявляється в міжнародних відносинах, а останніми роками активно розвивається і у внутрішньодержавній сфері;
5. визнання звичаю на державному рівні «звичаєва нормотворчість». Наприклад, ст. 7 Цивільного кодексу України вказує на можливість застосування звичаїв ділового обороту, якщо вони не суперечать закону або договору.[10]

Залежно від форм створюваного права:
1. законодавча правотворчість. Це робота державних органів, яка поєднує підготовку і прийняття законодавчо-правових актів. У правотворчості України законодавча діяльність належить парламенту — Верховній Раді. Цей орган має виключне законотворче повноваження, мається на увазі прерогативне право на прийняття нормативно-правових актів та окремий спектр повноважень щодо їх прийняття, які передбачені Конституцією України та іншими законами. Правотворчість українського законодавчого органу (Верховної Ради) — займає значну частину правотворчості в Україні, вона також є головною конституційною формою для ухвалення нормативно-правових актів державою.
2. підзаконна правотворчість держави — це діяльність уповноважених органів держави, які здійснюють підготовку і прийняття підзаконних правових актів. Цей вид правотворчості здійснюють практично всі органи державної влади і діють вони згідно з чинними законами, прийнятими парламентом. Таким чином, юридична значущість ухвалених уповноваженими державними органами законів, залежить від обсягу їх компетенцій, які визначаються місцем, яке посідає в державному апараті (Президент, Кабінет Міністрів, міністерства, відомства, та ін.);
3. прецедентна правотворчість. Характерна для країн загального права і традиційно не характерна для країн романо-германської правової сім'ї, але вона все більше і поступово запроваджується в останніх. Так, правотворчі повноваження Федерального конституційного суду Федеративної Республіки Німеччини, передбачені чинним німецьким законодавством. В Україні прецедентна правотворчість офіційно не визнана на державному рівні, але існує достатньо значний базис для її визнання;
4. договірною правотворчістю є діяльність органів державної влади по відношенню укладання нормативно-правових договорів. Такими угодами є конституційні, управлінські, функціональні угоди. Вони укладаються між різними державними органами у добровільному порядку. Після того, як були проведенні переговори і досягнені домовленості, наслідком стає укладення договорів. Норми, які увійшли до їхнього складу, слугують фундаментом для ухвалення інших нормативно-правових актів та здійснення необхідних юридичних дій. «Конституційний договір між Верховною Радою України та Президентом України про основні засади організації та функціонування державної влади і місцевого самоврядування в Україні на період до прийняття нової Конституції України» це нормативно-правова угода, яка була укладена між Верховною Радою України та Президентом України, 8 червня 1995 року. Конституційний договір став недійсним після прийняття Конституції України 28 червня 1996 року.[11]

Залежно від суб'єкта правотворчості:
1. безпосередня правотворчість (народу). Даний вид правотворчості реалізується за допомогою референдуму або плебісциту — вседержавного опитування з найбільш важливих та значних питань життя громадян і країни;
2. правотворчість вищого представницького органу — це діяльність парламенту держави або окремого суб'єкта федерації. У багатьох державах парламент має одноосібне право на здійснення законотворчої діяльності;
3. правотворчість суб'єктів виконавчої влади (уряду, міністерств і відомств, місцевої адміністрації). Представлені органи держави реалізовують підзаконну законотворчість, до того ж однім із видів участі в правотворчій діяльності є право законодавчої ініціативи, що має уряд з іншими суб'єктами;
4. правотворчість глави держави. Тут форма державного правління та обсяг компетенцій, що має глава держави, грають важливу роль у сутності правотворчої діяльності. Таким чином, абсолютний монарх визначається єдиним творцем права; в іншому випадку, президент у парламентсько-президентській державі може приймати лише підзаконні нормативно-правові акти. Згідно з урядом, глава держави також має право законодавчої ініціативи;
5. судова правотворчість. У державах англо-американської правової сім'ї судді посідають основоположну роль у законотворчості, а в країнах романо-германської правової сім'ї, суд володіє факультативним правом у правотворчості. Він лише грає роль тлумача уже існуючих правових норм. Специфічна роль правотворчості судів у країнах романо-германської правової сім'ї — визнання нормативного акту невідповідним до конституції. Прикладом може бути рішення Конституційного Суду України про визнання не чинним в цілому або частково певного нормативного акту, що фактично припиняє його дію, таким чином рішення Конституційного Суду України має певний правотворчий характер;
6. правотворчість органів місцевого самоврядування. Одна з відмінних рис даного виду правотворчості — це локальний характер. Нормативні акти, які прийняті органами місцевого самоврядування, діють лише в межах певної території.[12]

За формою участі держави у правотворчості:
1. безпосередня правотворчість — діяльність, яка характеризується створенням і затвердженням нових нормативно-правових актів. Всі останні вираження безпосередньої законотворчості країни (зміна або доповнення, скасування, систематизація) володіють факультативною важливістю для розвитку системи права;
2. санкціонована правотворчість — це робота з затвердження нормативних актів, прийнятими громадськими організаціями — недержавними об'єднаннями: суспільними об'єднаннями наприклад — профспілки і комерційними об'єднаннями наприклад — акціонерні товариства, або в попередньому дозволі щодо їх видання;
3. спільна правотворчість — це акти, які затверджуються на галузевому, професійному, місцевому та територіальному рівнях. Наприклад, сумісні акти органів державної влади і недержавних об'єднань; нормативні договори між різними суб'єктами права: профспілками, уповноваженими працівниками, представницькими органами, органами виконавчої влади та ін. Нормативні договори все більше застосовуються у правотворчій практиці України;
4. делегована правотворчість — ухвалення нормативного акта за приписом, який закріплений у законі, або за безпосереднім дорученням одного (вищого) органу державної влади, іншому (нижчому), крім цього зберігається певна система контролю вищими органами за реалізацією доручених повноважень.

Ознаки делегованої правотворчості:
- Делегована правотворчість дозволяє органу державної влади надавати певну компетенцією іншому органу (або недержавному суб'єкту). Приймати нормативно-правові акти з регулювання певних відносин, що входять до предмета відання першого (вищого) державного органу;
- Делегуються тільки деякі повноваження, таким чином тимчасово розширюються повноваження органу, якому вони делегуються;
- Делеговане повноваження може бути надане, як на певний час, так і на невизначений строк. Делегування повноважень на певний строк не вимагає видання правового акта, вони припиняються автоматично. Делеговані повноваження без зазначення строків можуть бути скасовані в будь-який час з ініціативи органу, який делегує.
- Делегувати повноваження може тільки вищий орган нижчому;
- Делеговані повноваження може надати державний орган лише у межах своєї компетенції;
- Делеговані повноваження мають письмову форму;
- Орган, який делегує повноваження, обов'язково здійснює контроль за іншим органом. Наприклад, парламент має право у межах своєї компетенції і згідно з конституцією делегувати повноваження уряду і його структурним підрозділам.[13]